# La Chapelle-Gauthier, Eure

La Chapelle-Gauthier este o comună în departamentul Eure, Franța. În 1 ianuarie 2022 avea o populație de 406 de locuitori.